# The Power of One
La fuerza de uno (título original: The Power of One) es una película estadounidense de 1992 basada en la novela homónima de Bryce Courtenay de 1989.
Fue dirigida y editada por John G. Avildsen. Las estrellas de película son Stephen Dorff, John Gielgud, Morgan Freeman, Armin Mueller-Stahl y es el debut en películas de Daniel Craig. La fotografía es de Dean Semler y la música es de Hans Zimmer, inspirada en temas africanos.

## Sinopsis
Es una película sobre el apartheid.
Retrata la vida de un muchacho inglés en la Sudáfrica de los años 30, desde su nacimiento hasta la mayoría de edad. Se muestra así un aspecto poco conocido de la vida de este país: la curiosa segregación existente dentro de los propios blancos, entre los afrikáneres -descendientes de holandeses, franceses y alemanes, que constituyen la clase dirigente- y los ingleses.
Esta película narra la experiencia de Peter Phillip Kenneth-Keith, más conocido por las iniciales de P.K. Nacido en torno a los años 30 en una granja sudafricana, fue huérfano de padre desde el momento de llegada al mundo. En un primer momento, su vida parecía ser tranquila y feliz: su madre le educó en las costumbres de Inglaterra, mientras que su niñera zulú y su hijo Tonderai influyeron en él para que aprendiese los hábitos africanos. Esta situación se vio interrumpida en el momento en que la peste bovina se llevó a todo el ganado de la granja y su madre sucumbió a un ataque de nervios. P.K., con tan solo 7 años de edad (Guy Witcher), fue enviado a un internado afrikáans a la espera de que su madre se recuperase. Al ser el único estudiante inglés en un colegio que alentaba el odio a Gran Bretaña por la ocupación de Sudáfrica, el muchacho resultó ser víctima de constantes acosos por parte de sus compañeros de origen bóeres, en especial Jaapie Botha (Robbie Bulloch). El abuso estudiantil y la repentina muerte de su progenitora hacen que P.K. se deje arrastrar por el miedo y las pesadillas constantes. Una situación que empieza a cambiar cuando su niñera le lleva a un brujo local llamado Dabula Manzi (Jeremiah Mnisi), quien enseña al pequeño inglés a mostrar más coraje frente a sus miedos y le regala la gallina negra que empleó en el ritual. Dabula Manzi será una de las personas que más influirán en el pensamiento y la acción del protagonista conforme vaya creciendo. 
Posteriormente, Jaapie Botha demuestra ser un fanático del nazismo y la figura de Adolf Hitler, quien había prometido librar a los afrikáners de la soberanía británica si ganaba la Segunda Guerra Mundial. Junto a un grupo de estudiantes abanderados por el odio, Botha ordena la captura de P.K. y su gallina negra para enjuiciarlos en un tribunal nazi. A la espera de que se pronuncie una sentencia que ya estaba decidida de ante mano, se deja entrever el resentimiento de los descendientes de los bóeres hacia a los británicos por las atrocidades cometidas en la Segunda Guerra de los Bóeres, sin olvidarnos de su creencia en la superioridad de la raza blanca frente a los negros. Finalmente, los afrikáans matan a la gallina de P.K. y luego intentan ejecutarlo de forma similar por una agresión contra Botha; solo la intervención de un maestro impide el fin de esta denigrante acción, la cual provoca la expulsión de Jaapie Botha del internado.
Poco después, P.K. es enviado a vivir con su abuelo en Barberton, donde conoce a un músico alemán llamado Karl von Vollensteen, también conocido por el diminutivo de “Doc” (Armin Mueller-Stahl). Ambos se hacen muy buenos amigos, y bajo la instrucción de Doc, quien había perdido a su hijo y a su nieto en la represión de los nazis en Alemania, P.K. se convierte en un buen pianista y descubre la belleza de la flora y la fauna sudafricana. El posterior ingreso de Doc en una cárcel por su condición de “alemán no inscrito en el registro civil” no impide que P.K. continuara recibiendo clases de música y ayudando al anciano con sus plantaciones de cactus en el mismo punto de reclusión. Asimismo, el joven protagonista se hace amigo de un recluso de raza negra llamado Geel Piet (Morgan Freeman), el cual lo entrena para ser un excelente boxeador y le ayuda a empatizar con el resto de prisioneros negros, vilipendiados y maltratados por las autoridades británicas del centro penitenciario. P.K se acaba percatando de que el odio racial y la segregación, al igual que en sus compañeros afrikáans del internado, también se encuentra presente entre los que compartían su condición social.  
Con el paso del tiempo, un P.K. de 12 años (Simon Fenton), aleccionado por Doc y Piet, colabora en el contrabando de tabaco dentro de la prisión para proporcionárselo a los reclusos negros, a la vez que aprende a hablar zulú. Al mismo tiempo, con la Segunda Guerra Mundial llegando a su fin, Doc recibe la noticia de que no tardaría mucho en ser repatriado a Alemania. Por ese motivo, ante la simpatía que había recibido de manos de los militares en el tiempo de reclusión, Doc es requerido por el comandante para organizar un concierto en honor de una visita especial. P.K y Piet le instan a tocar notas de piano de manera que los negros custodiados pudieran captar un mensaje encubierto de esperanza e ilusión. El joven inglés demuestra su talento y capacidad de organización al instruir a los reclusos para que pudiesen entender el significado de las composiciones interpretadas por el anciano alemán. Finalmente, la melodía de Doc consigue pasar desapercibida a oídos de los carceleros e insta el aplauso y la alegría de unos cautivos emocionados, pero Geel Piet acaba siendo asesinado por un desconfiado guardián ante su negativa a revelar los motivos de aquel regocijo. Una vez más, su relación con P.K. y Doc marca profundamente el carácter de P.K.
A los 18 años de edad, P.K (Stephen Dorff) va a estudiar a una prestigiosa escuela en Johannesburgo, donde recibe una beca para poder ir a estudiar a la Universidad de Oxford. También prosigue con su afición por el boxeo, conociendo a la joven Maria Marais (Fay Masterson) en uno de sus combates. Pese a ser hija de un destacado miembro del Partido Nacional (conocido por su defensa de la preponderancia de los afrikáners frente a británicos y negros), y de que su padre no autoriza la relación, Maria se decide a iniciar una relación clandestina con P.K. En una de sus salidas, conocen a Gideon Duma (Alois Moyo), un destacado boxeador del municipio negro de Alejandría, quien insta a P.K. a pelear con él en un combate igualitario y a apuntarse a un gimnasio multirracial, pese a la prohibición del gobierno conservador. Al mismo tiempo, Duma influye en P.K. y Maria para resistirse ante las leyes de apartheid y les pide su colaboración para enseñar a leer y escribir en inglés a un grupo de negro. Este comportamiento idealista y rebelde empieza a despertar las sospechas del padre de Maria, quien contrata los servicios de la policía sudafricana para esclarecer su relación con P.K. y sus vínculos con el municipio de Alejandría. Uno de los encargados de llevar a cabo la investigación resulta ser Jaapie Botha (Daniel Craig), quien decide vengarse de P.K al hacerle culpable del desprecio paterno tras su expulsión del internado. Pese a las advertencias y amenazas, P.K sigue colaborando con Duma en la enseñanza clandestina de los negros en una iglesia hasta que Maria muere por un golpe en la cabeza durante una redada de la policía por impedir tal acto. Ante la pérdida de la mujer que ama y consumido por el dolor, P.K. se plantea marcharse a Oxford para no volver a Sudáfrica, pero Duma le muestra que todas sus enseñanzas han ayudado a que muchos negros aprendan inglés para instruir a aquellos que todavía no hubiesen tenido la oportunidad de asimilarlo. La historia de Duma y Maria inducen a P.K. a replantearse su futuro y a mirar por el progreso y la igualdad de la raza negra.
En la última parte de la película, P.K. escapa de una reyerta con un comando de la policía, decidido a detenerle por sus actividades contra el apartheid. A su vez, el joven protagonista se enfrenta en un duro combate cuerpo a cuerpo contra Jaapie Botha, en el cual P.K. vence a su enemigo de la infancia. Finalmente, Duma y P.K. consiguen escapar y juntos se comprometen a emprender una lucha contra las leyes raciales del gobierno conservador.
La vida de P.K., huérfano desde los 7 años, no es fácil. Sin complacencias, y hasta con cierta crudeza en el planteamiento de la violencia, Avildsen fija su atención en las desgracias que le acaecen y en los amigos que le ayudan a sobrellevarlas. Para ello imprime al relato un tono dickensiano, donde se asoman diversos personajes: el hechicero que ayuda a P.K. a encontrar el valor; un alemán muy alejado de las ideas nazis en que se mueven los compañeros de internado; un negro que le enseña a boxear; el director de su college; y Maria, su primer amor. Tampoco faltan los villanos, aunque sus rasgos están más desdibujados.
En este contexto bien definido se hace un canto a lo que da título al film: la fuerza de uno, que admite dos lecturas igualmente atractivas. La actitud decidida de una sola persona puede hacer mucho por los demás. Y la unidad de un grupo de personas en torno a un ideal que vale la pena -la integración racial- da la fuerza para sacarlo adelante.

## Reparto
- Guy Witcher — PK en edad 7
- Simon Fenton  — PK en edad 12
- Stephen Dorff  — PK en edad 18
- Armin Mueller-Stahl  — Doc
- Jeremiah Mnisi  — Dabula Manzi
- Ian Roberts  — Hoppie Gruenewald
- John Gielgud — St. John, el Headmaster
- Fay Masterson  — Maria Marais
- Morgan Freeman  — Geel Piet
- Daniel Craig  — Sargento Jaapie Botha
- Robbie Bulloch  — Botha (adolescente)
- Dominic Walker  — Morrie Gilbert
- Alois Moyo  — Gideon Duma
- Brian O'Shaughnessy  — Coronel Breyten
- Marius Weyers  — Profesor Daniel Marais
- Clive Russell  — Sargento Bormann
- Nomadlozi Kubheka  — Niñera

## Premios
- 1993: 1 PFS Award y 1 nominación
- 1993: 3 nominaciones al Young Artist Award